# 榎木兵衛
榎木 兵衛（えのき ひょうえ、1928年3月1日 - 2012年12月29日）は、日本の俳優。本名は榎本 兵衛。三重県出身。

## 人物
1951年に東映京都に入社し、本名の榎本兵衛名義で若干のキャリアを積む。1956年より日活に所属し、1970年代まで脇役・端役として膨大な数の映画に出演。その本数は計り知れず、日活映画では最多出演を誇る俳優といわれる。アクション系作品では個性的な悪役として活躍し、石原裕次郎ら大スターを相手に数々の演技を残した。
1974年に日活を退社し、以降はテレビドラマや舞台に活動の場を広げつつ、東映を中心に他社の映画にも出演。
1971年秋の日活ロマンポルノ誕生後は一時期、木夏 衛（きなつ まもる）名義での出演作もある。松田優作との共演も多く、『探偵物語』ではセミレギュラーとして活躍。同作をはじめ、『大都会 PARTII』や『あぶない刑事シリーズ』では作品や製作会社の枠を問わず、ダービーハットを被ったエセ紳士という共通のスタイルで出演する機会が多かった。
晩年は三谷幸喜作品にたびたび起用されていた。
2012年12月29日死去。84歳没。

## 出演作品

### 映画
- 美しき鷹（1954年、日活）
- 次郎長遊侠傳 秋葉の火祭り（1955年、日活） - 神官に刀を預ける侍 役
- たそがれ酒場（1955年、新東宝） - 愚連隊・森本の子分 役
- 猿飛佐助（1955年、日活） - 佐助と勝負する髭の武芸者 役
- 白浪若衆 江戸怪盗伝（1955年、日活）- 海老名軍蔵の家来 役
- 極楽剣法 地獄剣の挑戦（1956年、日活） - 東堂一刀斎の門弟、駕籠舁き 役
- 快傑耶茶坊 前篇 流血島の鬼 (1956年、日活）- 奄美の島民 役
- 快傑耶茶坊 後篇 絶海の死闘 (1956年、日活）- 奄美の島民 役
- 丹下左膳 昇竜の巻（1956年、日活） - 岩城藩士 役
- 旅鴉でござんす（1956年、日活）
- 東京の人 後篇（1956年、日活） - 「京美堂」の前を通る獅子舞の男 役
- 甲武信嶽伝奇 黄金地獄（1956年、日活） - 信玄村の野武士 役
- わが町（1956年、日活） - 夜店の場所決めをする地回りの男 役
- 甲武信嶽伝奇 決闘地獄（1956年、日活） - 信玄村の野武士 役
- 妻恋峠（1956年、日活）
- 最後の突撃（1957年、日活） - 第八中隊の生き残り 役
- 勝利者（1957年、日活） - ボクサー・黒木圭一 役
- マダム（1957年、日活） - バー「リスボン」の客 役
- フランキー・ブーチャンの続あゝ軍艦旗 女護が島奮戦記（1957年、日活） - ギネロ族土人兵 役
- 月下の若武者（1957年、日活） - トッパの十九兵衛 役
- 「流木」より 女豹とならず者（1957年、日活） - 横田組の人夫 役
- 「男対男」より 命も恋も（1957年、日活）- 小料理屋「小松亭」の酔い客 役
- ジャズ娘誕生 (1957年、日活)  - 楽団ユニバーサルのメンバー 役
- 幕末太陽傳（1957年、日活） - 臥煙（がえん）者・玄平 役
- 海の野郎ども（1957年、日活） - 日雇いの沖仲仕 役
- 鷲と鷹（1957年、日活） - 海洋丸の乗組員 役
- 江戸の小鼡たち（1957年、日活） - 仕置き場へ向かう鼠小僧次郎吉 役
- 俺は待ってるぜ（1957年、日活） - 柴田兄弟の手下 役
- 嵐を呼ぶ男（1957年、日活） - 持永の手下 役
- 雌花（1957年、日活） - 十時組の組員 役
- 燃える肉体（1957年、日活） - 女衒の五郎の仲間・卓 役
- 夜の牙（1958年、日活） - 土井耕三の手下 役
- 完全な遊戯（1958年、日活） - 競輪場で源造と会話している男 役
- 港で生まれた男（1958年、日活）- 貨物船の乗組員 役
- 雑沓に光る眼（1959年、日活）- 電車の中で金を盗まれる男 役
- 網走番外地（1959年、日活）- 石塚肇を襲うやくざ 役
- 仮面の女（1959年、日活）- 松島屋旅館の番頭 役
- 俺は挑戦する（1959年、日活） - 宮脇の手下 役
- 青い国道（1959年、日活） - 喧嘩相手の船員 役
- 若い豹のむれ（1959年、日活） - 藤倉組の組員 役
- 二連銃の鉄（1959年、日活） - 鉄砲小路のやくざ 役
- 暗黒の旅券（1959年、日活） - 黒いコートの殺し屋 役
- 若い傾斜（1959年、日活）- 歌声喫茶の客 役
- おヤエの家つき女中（1959年、日活） - 出入りの大工 役
- おヤエの女中と幽霊（1959年、日活） - 貴金属店の主人 役
- おヤエの女中の大将（1959年、日活） - 雀荘の店主 役
- 海底から来た女（1959年、日活） - 地元の漁師 役
- 素っ裸の年令（1959年、日活） - トラック運転手 役
- 清水の暴れん坊（1959年、日活） - 麻薬取引の仲介人 役
- にあんちゃん（1959年、日活） - 炭鉱夫 役
- 可愛い花（1959年、日活） - テレビの時代劇役者 役
- 不道徳教育講座（1959年、日活） - 道徳教育反対派のメンバー 役
- 事件記者 影なき男（1959年、日活） - 上山田温泉の警察官 役
- われらの時代（1959年、日活） - 靖男にぶつかり怒鳴る男 役
- 「黒い落葉」より 青春を吹き鳴らせ（1959年、日活） - クラブ「ノアール」のバーテン 役
- 刑事物語 殺人者を挙げろ（1960年、日活）- 拳銃ブローカーの政吉 役
- 鉄火場の風（1960年、日活） - ポン引松 役
- 青年の樹（1960年、日活） - 和久達之助と揉める造園業者 役
- 打倒（1960年、日活） - 高野昭を応援する観客 役
- 特捜班五号（1960年、日活）- 香港地下銀行のボスの手下 役
- 海から来た流れ者（1960年、日活） - 藤徳組の作業員 役
- 邪魔者は消せ（1960年、日活） - 団地の住民 役
- 天下を取る（1960年、日活） - 大阪のグレン隊 役
- 刑事物語 前科なき拳銃（1960年、日活）
- 君は狙われている（1960年、日活） - 世界麻薬連盟の中国服の男 役
- 若い突風（1960年、日活） - 白服の花田組の組員 役
- 霧笛が俺を呼んでいる（1960年、日活） - 不良船員の仲間 役
- 疾風小僧（1960年、日活） - 連絡船の乗客 役
- 喧嘩太郎（1960年、日活） - 喧嘩相手の的屋 役
- 一匹狼（1960年、日活）- 麻薬取引の不良船員 役
- 闇を裂く口笛（1960年、日活） - 殺される愚連隊の男 役
- やくざ先生（1960年、日活） - 短パン姿のやくざ 役
- 俺の故郷は大西部（1960年、日活） - OK商会・遠藤の手下 役
- 都会の空の用心棒（1960年、日活） - 漁船の乗組員 役
- 竜巻小僧（1960年、日活） - 「第二しおかぜ丸」の水夫 役
- くたばれ愚連隊（1960年、日活） - 解体業者 役
- 闘牛に賭ける男（1960年、日活） - 新聞社に押しかけてきたダフ屋 役
- 豚と軍艦（1961年、日活）- 養豚場へ子豚を卸す業者・大竹 役
- 一石二鳥（1961年、日活） - 鱶山の手下 役
- 猫が変じて虎になる（1961年、日活） - 酒造「壽誉」の従業員 役
- 破れかぶれ（1961年、日活）- 光夫と知り合いのアメ横の店主 役
- 大出世物語（1961年、日活） - クズ紙回収業者 役
- 俺はトップ屋だ 顔のない美女（1961年、日活） - クラブ「アメリカーナ」の客 役
- 銀座旋風児 嵐が俺を呼んでいる（1961年、日活） - モンキーの兼の手下 役
- でかんしょ風来坊（1961年、日活） - コンゴ会・出羽亀三の手下 役
- 明日に向かって突っ走れ（1961年、日活） - 川越祐介に襲い掛かる李の手下 役
- 機動捜査班（1961年、日活） - キャバレー「ANITA」の客 役
- 早射ち野郎（1961年、日活） - 町の住民 役
- 用心棒稼業（1961年、日活） - 平塚を襲う殺し屋 役
- 大海原を行く渡り鳥（1961年、日活） - 磯部章造の手下 役
- 有難や節 あゝ有難や有難や（1961年、日活） - 梅沢建設の作業員 役
- 闇に流れる口笛（1961年、日活） - 張の手下 役
- 都会の空の非常線（1961年、日活） - 田代大三の手下 役
- 助っ人稼業（1961年、日活） - 福田組の組員 役
- 太陽、海を染めるとき（1961年、日活） - ダービー 役
- 闘いつゞける男（1961年、日活）- 港湾労働者 役
- 草を刈る娘（1961年、日活） - 双見部落側の草刈り隊のひとり 役
- 高原児(（1961年、日活） - 流れ者の殺し屋 役
- 無鉄砲大将（1961年、日活)  - 廃品回収業の男 役
- 海峡、血に染めて（1961年、日活） - 海竜号の韓国人船員 役
- ノサップの銃（1961年、日活） - コンブ船の漁師 役
- 追跡（1961年、日活） - 志村の手下・野本 役
- ずらり俺たちゃ用心棒（1961年、日活） - 大須賀の手下 役
- 明日が私に微笑みかける（1961年、日活）- 職安の職員
- 機動捜査班 暴力（1961年、日活） - 拳銃の運び屋 役
- カミナリお転婆娘（1961年、日活） - いい歯を抜かれる患者 役
- メキシコ無宿（1962年、日活） - メキシコ行の船のボイラーマン 役
- 北帰行より 渡り鳥北へ帰る（1962年、日活） - 黒川の子分 役
- 姿なき追跡者〈1962年、日活） - 葬儀屋 役
- 夢がいっぱい暴れん坊（1962年、日活） - 大阪のやくざ 役
- 大氷原（1962年、日活） - 春川組の組員 役
- 雲に向かって起つ（1962年、日活） - 国会の守衛 役
- 抜き射ち風来坊（1962年、日活） - 下田港の漁師 役
- ハイティーンやくざ（1962年、日活）- ヒゲの駐在さん 役
- キューポラのある街（1962年、日活） - 松永鋳工の職工 役
- ひとり旅（1962年、日活） - 高堂の手下 役
- 上を向いて歩こう（1962年、日活） - ノミ屋の客 役
- 硝子のジョニー 野獣のように見えて（1962年、日活） - 「花乃家」の客 役
- 憎いあンちくしょう（1962年、日活） - 大作の部屋を訪れるマスコミ関係者 役
- 機動捜査班 港の略奪者（1962年、日活） - 港湾労務者（アンコ） 役
- 零戦黒雲一家（1962年、日活） - モヒカン頭のラッパ手・村上武 役
- 英語に弱い男 東は東西は西（1962年、日活）- 不動産屋の社長 役
- 若くて、悪くて、凄いこいつら（1962年、日活） - 海坊主 役
- 惜別の歌（1962年、日活） - 法要の参列者 役
- 望郷の海（1962年、日活） - 賭けボクシングをやる男 役
- 青い街の狼（1962年、日活） - 八代大作の手下 役
- 愛と死のかたみ（1962年、日活） - 野崎潔の愚連隊仲間・船越 役
- 危いことなら銭になる（1962年、日活） - 土方重助の手下・ノッポ 役
- 激しい河（1962年、日活） - 支配人佐山の手下・桜井 役
- ひとりぼっちの二人だが（1962年、日活） - ストリップ劇場の裏方 役
- 危険な商売 鉛をぶちこめ（1962年、日活） - 麻薬取引相手のやくざ 役
- 俺に賭けた奴ら（1962年、日活） - 賭けボクシングの客 役
- 花と竜（1962年、日活） - 新谷勝太郎 役
- 海の鷹（1963年、日活） - 桂木回漕店の客 役
- どん底だって平ちゃらさ（1963年、日活）- 母親の仕事仲間・陣三 役
- 探偵事務所23 くたばれ悪党ども（1963年、日活） - 桜組組員 役
- 赤い靴とろくでなし（1963年、日活） - 殺し屋「しのはら兄弟」の兄 役
- 空の下遠い夢（1963年、日活） - パチンコ屋の用心棒 役
- 探偵事務所23 銭と女に弱い男（1963年、日活） - 西渡の手下 役
- 男の紋章（1963年、日活） - 井沢組の現場で働く人夫 役
- 現代っ子（1963年、日活）- 葬儀屋の店員 役
- 雨の中に消えて（1963年、日活） - 学校食堂の調理人 役
- 俺の背中に陽が当る（1963年、日活） - 小谷の半人前の子分・英ちゃん 役
- 青春を返せ（1963年、日活） - 遠矢と顔見知りの万引き犯・上田 役
- 丘は花ざかり（1963年、日活） - レストランの客 役
- 銀座の次郎長（1963年、日活） - カレーハウス「ジロー」のコック・千吉 役
- 続男の紋章（1963年、日活） - 加賀爪組の中盆 役
- 結婚作戦（1963年、日活） - ヒゲのお巡りさん 役
- にっぽん昆虫記（1963年、日活） - 村の世話役 役
- 関東遊侠伝（1963年、日活） - 米作 役
- 学園広場（1963年、日活） - 隅田興行の社員・勝田 役
- 男の紋章 風雲双つ竜（1963年、日活） - 大島竜次を襲う刺客のひとり 役
- 地獄の祭典（1963年、日活）- スペードの手下・李 役
- 東海遊侠伝（1964年、日活） - 貧乏長屋の住人 役
- こんにちわ20才（1964年、日活） - 医学部創立記念祭の観客 役
- 人生劇場（1964年、日活） - 青成家の使用人・半助 役
- 月曜日のユカ（1964年、日活）
- 黒い太陽（1964年、日活） - 作業員姿の野次馬 役
- 赤いハンカチ（1964年、日活） - カバンを持って逃げる運び屋 役
- 仲間たち（1964年、日活） - 臨港バスの運転手 役
- 帝銀事件 死刑囚（1964年、日活） - 佐伯の仲間の傷痍軍人 役
- 姿なき拳銃魔（1964年、日活） - 仙波組の組員・テツ 役
- 潮騒（1964年、日活） - 神島の島民 役
- 新 男の紋章 度胸一番（1964年、日活） - 大島竜次を襲う刺客のひとり 役
- 海賊船 海の虎（1964年、日活）- 四人の刺客のリーダー 役
- 若い港（1964年、日活） - 南海高校の数学の先生 役
- 生きている狼（1964年、日活） - 人身売買組織の中国人 役
- 夕陽の丘（1964年、日活） - 賭場の客 役
- 太陽西から昇る（1964年、日活）
- 鉄火場破り（1964年、日活） - 賭場の壺振り 役
- 殺人者を消せ（1964年、石原プロ / 日活） - 囚人 役
- 東京五輪音頭（1964年、日活） - 青果市場の仲買人 役
- 早射ちジョー 砂丘の決斗（1964年、日活） - 麻薬を強奪しようとする二人組 役
- うず潮（1964年、日活） - オイチニの薬屋 役
- 男の紋章 花と長脇差（1964年、日活） - 結城組の助っ人 役
- 大日本コソ泥伝（1964年、日活） - 豊臣徳兵衛の用心棒 役
- ギターを抱えたひとり旅（1964年、日活） - 賭場の客 役
- 黒い海峡（1964年、日活） - 船場組の構成員 役
- 大日本ハッタリ伝（1965年、日活）- 「サイセリア」の前を通る通行人 役
- 拳銃野郎（1965年、日活） - 理容師 役
- 現代悪党仁義（1965年、日活）
- 青春前期 青い果実（1965年、日活） - 職員会議の出席者 役
- 青春の裁き（1965年、日活） - 古島組の代貸・バク松 役
- 城取り（1965年、石原プロ / 日活） - 多聞山城の足軽 役
- 渡世一代（1965年、日活）- 自首する飯塚英之助の子分 役
- 大日本殺し屋伝（1965年、日活） - インディアンの殺し屋 役
- 命しらずのろくでなし（1965年、日活）- ヌードスタジオの司会者 役
- 黒い賭博師（1965年、日活） - 氷室浩次の子分・一六 役
- 明日は咲こう花咲こう（1965年、日活） - 毛野主任 役
- 真紅な海が呼んでるぜ（1965年、日活） - 賭運丸の乗組員 役
- 泣かせるぜ（1965年、日活） - 第六黒潮丸の乗組員・トーロク 役
- 血と海（1965年、日活） - 集会に参加する漁民 役
- 黒い賭博師 ダイスで殺せ（1965年、日活） - 毒ガス島カジノのサングラスの客 役
- 赤い谷間の決斗（1965年、日活） - 石切り人夫・轟 役
- 野郎に国境はない（1965年、日活）- 偽ドルグループの下っ端 役
- 拳銃無宿 脱獄のブルース（1965年、日活） - 上京した曾根崎の手下 役
- 二人の世界（1966年、日活） - 関根の元手下・朴 役
- 日本仁侠伝 血祭り喧嘩状（1966年、日活） - 黒岩の金助の子分 役
- 放浪のうた（1966年、日活） - 柏木牧場の従業員・金山 役
- 帰らざる波止場（1966年、日活） - 密航斡旋の男・陳 役
- 夜のバラを消せ（1966年、日活） - 郭文成の手下 役
- 逢いたくて逢いたくて（1966年、日活） - 運送屋 役
- あなたの命（1966年、日活） - レッドクラブの社長 役
- 涙くんさよなら（1966年、日活） - ガソリンスタンドの従業員 役
- 栄光への挑戦（1966年、石原プロ / 日活） - 野島会の構成員 役
- 白鳥（1966年、日活） - 朝鮮人（ポンコツ屋） 役
- 嵐を呼ぶ男（1966年、日活） - テレビを持ってきた近所の人 役
- 北国の旅情（1967年、日活） - 大町駅の助役 役
- 拳銃は俺のパスポート（1967年、日活） - 自動車工場工員 役
- 星よ嘆くな 勝利の男（1967年、日活）　- 加納の手下 役
- 不死身なあいつ（1967年、日活） - 熊五郎の弟分・マサ吉 役
- 紅の流れ星（1967年、日活） - 立ち話相手のヤクザ 役
- 夕陽が泣いている（1967年、日活）- 吃音のやくざ・赤間 役
- 夜霧よ今夜も有難う（1967年、日活） - 港南会組員・西 役
- 嵐来たり去る（1967年、日活） - 賭場の中盆 役
- 喜劇 東京の田舎ッぺ（1967年、日活） - トイレで置き引きをする男 役
- 反逆（1967年、日活） - 大東興信所の所員・高見 役
- 対決（1967年、日活） - 益子の子分 役
- 錆びたペンダント（1967年、日活） - 髭のバーテン 役
- 七人の野獣（1967年、日活）
- 七人の野獣 血の宣言（1967年、日活） - バナナの叩き売り・片山の弟分 役
- 関東刑務所帰り（1967年、日活） - 河出の仙八の子分・重太 役
- 黄金の野郎ども（1967年、日活） - 船を手配する中国人 役
- 血斗（1967年、日活） - 山辰の子分 役
- 遊侠三国志 鉄火の花道（1968年、日活） - 大寺組の代貸のひとり・しばかね 役
- 黒部の太陽（1968年、三船プロ / 石原プロ / 日活） - 坑夫 役
- 嵐の果し状（1968年、日活） - 本堂組の幹部・千代松 役
- 無頼非情（1968年、日活）- 安岡の手下 役
- あゝひめゆりの塔（1968年、日活） - 裸で失禁する負傷兵 役
- 三匹の悪党（1968年、日活） - 本多組の幹部・鍬三 役
- 忘れるものか（1968年、日活） - 尾形組の幹部・黒川 役
- 地獄の破門状（1969年、日活） - 貧乏長屋の寄席芸人・大亀 役
- 女番長 仁義破り（1969年、日活）- 宇津美の手下・安西 役
- 代紋 男で死にたい（1969年、日活） - 本間組の代貸・田村軍次 役
- 無頼・殺せ（1969年、日活）- 松永政光を襲う片腕の刺客 役
- やくざ渡り鳥 悪党稼業（1969年、日活） - 郷田 役
- 博徒百人（1969年、日活） - 戸畑の万吉 役
- 代紋 地獄の盃（1969年、日活） - 娼婦の接客態度に文句を言う客 役
- 博徒無情（1969年、日活） - 大寺勘造の子分・文なし松 役
- 昇り竜やわ肌開張（1969年、日活） - 米山 役
- 姐御（1969年、日活） - 紺野淳一を襲う刺客 役
- 夜をひらく （女）の市場（1969年、日活） - 黒河の手下・根本 役
- 朱鞘仁義 鉄火みだれ桜（1969年、日活） - 新川理助 役
- 喧嘩博徒 地獄の花道（1969年、日活） - 鉄公 役
- 日本残侠伝（1969年、日活） - 中山秀次郎の弟分・オンボロ安造 役
- 侠花列伝 襲名賭博（1969年、日活） - 大平組の組員・軍次 役
- 朱鞘仁義 お命頂戴（1969年、日活） - 巽 役
- 嵐の勇者たち（1969年、日活） - 生駒正光の手下 役
- 華やかなる女豹（1969年、日活） - 画商・篠ノ井 役
- 牡丹と竜（1970年、日活） - 船若の駒吉 役
- 斬り込み（1970年、日活） - 直人に殴られる労務者 役
- 鉄火場慕情（1970年、日活） - 清二郎を付け狙う男 役
- 富士山頂 （1970年、日活） - 馬方 役
- 日本最大の顔役（1970年、日活） - 大矢根組幹部・今村 役
- ハレンチ学園（1970年、日活） - ドラキュラ先生 役
  - ハレンチ学園 身体検査の巻（1970年、日活） - 柳生勝子 役
  - ハレンチ学園 タックルキスの巻（1970年、日活） - 柳生勝子 役
- ネオン警察 ジャックの刺青（1970年、日活） - 十和田組の幹部・源太 役
- 戦争と人間 第一部 運命の序曲（1970年、日活）- 紅槍匪大頭目の側近 役
- 野良猫ロック 暴走集団’71（ホリ企画/日活）- 立ちしょんべんする酔っ払い 役
- 谷岡ヤスジのメッタメタ ガキ道講座（1971年、日活） - 小学校の用務員 役
- 関東流れ者（1971年、日活） - 立花組元幹部・後藤 役
- 関東幹部会（1971年、日活） - 銀龍会幹部・今井 役
- 極楽坊主（1971年、日活） - はやい葬儀店の早川 役
- 渡世人 命の捨て場（1971年、日活） - 上海お銀の仲間青龍の陳 役
- 逆縁三つ盃（1971年、日活） - 澤田組の代貸・大塚 役
- 戦争と人間 第二部 愛と悲しみの山河（1971年、日活）- 抗日遊撃隊の兵士 役
- 関東破門状（1971年、日活） - 共栄会幹部・白井 役
- 影狩り ほえろ大砲（1972年、石原プロ / 東宝） - 中盆 役
- 夜の禁猟区（1973年、日活）
- 女子大生 偽処女（1973年、日活）
- 大奥秘話 晴姿姫ごと絵巻（1974年、日活）
- 実録 エロ事師たち（1974年、日活） - 西沢 役
- 実録 エロ事師たち 巡業花電車（1974年、日活） - 柿本 役
- 日本モーテルエロチカ 回転ベッドの女（1974年、日活） - 運転手 役
- 卓のチョンチョン（1974年、日活） - チョンチョンおじさん 役
- 赤線最後の日 昭和33年3月31日（1974年、日活）
- 新・団地妻 けものの昼下り（1974年、日活）
- くノ一淫法 百花卍がらみ（1974年、日活） - 亀首 役
- 妹（1974年、日活）
- 実録桐かおる にっぽん一のレズビアン（1974年、日活）
- （秘）色情めす市場（1974年、日活）
- 狂乱の喘ぎ（1974年、日活）
- あばよダチ公（1974年、日活） - 田舎の警官 役
- 伊豆の踊子（1974年、東宝）- 飴売りの男 役
- 北陸代理戦争（1977年、東映） - 梁文男 役
- 最も危険な遊戯（1978年、東映） - 雀荘の男 役
- 生贄の女たち（1978年、東映） - 桐川 役
- 野性の証明（1978年、角川映画 / 東映） - 中戸運輸運転手・黒井 役
- 殺人遊戯（1978年、東映） - 守衛 役
- 蘇える金狼（1979年、角川映画 / 東映） - 警官 役
- 将軍 Shougun（1980年、パラマウント・ピクチャーズ / 東宝） - 佐助 役
- 蒲田行進曲（1982年、松竹）- 銀ちゃんの取り巻きの役者 役
- えきすとら（1982年、松竹）- 不動産屋 役
- 探偵物語（1983年、角川映画 / 東映） - アパートの住人 役
- アゲイン AGAIN（1984年、ニュー・センチュリー・プロデューサーズ）
- 湯殿山麓呪い村（1984年、角川映画 / 東映）- 伏原欣作 役
- さらば箱舟（1984年、ATG） - 蝋燭屋の茂吉 役
- 魔の刻（1985年、東映） - 屋台のおやじ 役
- タンポポ（1985年、伊丹プロ / 東宝） - ピンスケの子分 役
- あぶない刑事（1987年、NTV / 東映） - 情報屋 役
  - もっともあぶない刑事（1989年、NTV / 東映） - ヒットマン 役
- 湘南爆走族（1987年、東映） - 屋台のおやじ 役
- ビー・バップ・ハイスクール 高校与太郎行進曲（1987年、東映） - 食堂のおやじ 役
  - ビー・バップ・ハイスクール 高校与太郎音頭（1988年、東映） - 食堂のおやじ 役
- 行き止まりの挽歌 ブレイクアウト（1988年、にっかつ）
- 誘惑者（1989年、日本ヘラルド映画）- ビルの警備員 役
- 六本木バナナ・ボーイズ（1989年、東映）
- みんなのいえ（2001年、CX / 東宝） - 米田（鳶） 役
- フライ、ダディ、フライ（2005年、東映）
- THE 有頂天ホテル（2006年、CX / 東宝） - 腹話術師・坂田万之丞 役[2]
- もんしぇん（2006年、シグロ） - 敏男 役[3]
- 松ヶ根乱射事件（2006年、シグロ） - 鈴木豊男（祖父） 役[4]
- コドモのコドモ（2008年） - 持田春菜の祖父 役
- ザ・マジックアワー（2008年、CX / 東宝） - なべさん 役[5]
- 激情版 エリートヤンキー三郎（2009年） - 教会で介護されている爺ちゃん 役
- 板尾創路の脱獄王（2010年、角川映画 / 吉本興業） - 監獄島の囚人 役[6]
- ステキな金縛り ONCE IN A BLUE MOON（2011年、CX / 東宝） - 被告人・染地 役[7]

### テレビドラマ
- 素浪人 花山大吉 第2話「やっぱりふざけた仲だった」（1969年、NET / 東映） - マムシの源治
- 銭形平次（CX / 東映）
  - 第224話「万七子守唄」（1970年） - 鉄五郎
  - 第804話「夫の過去が暴かれた」（1982年） - 勉三
- 大江戸捜査網（12ch / 日活→三船プロ）
  - 第3話「魔の海が剣を呼ぶ」（1970年） - 伴三
  - 第57話「峠に地獄の雨が降る」（1972年） - 弥七
  - 第85話「母の愛に泣いた男」（1972年） - 池辺右近
  - 第130話「さらば珊次郎!」（1974年） - 市村
  - 第281話「雨の朝 江戸に死す」（1977年） - 海坊主 ※他 出演多数
- プレイガール（12ch / 東映）
  - 第90話「おんな勝負の賭けどころ」（1970年）
  - 第122話「夢を追う殺し屋」（1971年） - ナイフの健
  - 第169話「欺す女にだまされて」（1972年）
- 一心太助（1971年－1972年、CX / 国際放映） - 伝次
- キイハンター（TBS / 東映）
  - 第183話「九ちゃんのスパイ大作戦」（1971年）
  - 第238話「それ行け! ギャングとスパイの大追跡」（1972年）
- 荒野の素浪人 第1シリーズ 第54話「銃撃 地獄の用心棒」（1973年、NET / 三船プロ） - 磯部五郎太
- 子連れ狼（NTV / ユニオン映画）
  - 第1部 第3話「鳥に翼 獣に牙」（1973年）
  - 第3部 第2話「お乳母日傘」（1976年）
- 水滸伝（1973年、NTV / 国際放映） - 薛覇
- 特捜記者・犯罪を追え 第20話「帝国陸軍ラッパ集」（1974年、KTV / 松竹）
- 特別機動捜査隊 第780話「ある女の道」（1976年、NET / 東映）  - 中盆
- 伝七捕物帳 （NTV）
  - 第64話「祭り太鼓に血がおどる」（1975年） - 太鼓指導
  - 第102話「十手目が王手」（1976年）
  - 第127話 「悲涙の密告」（1976年）
  - 第142話「人情妻恋花火」（1977年） - 辰吉
- 気まぐれ天使 第4話「笛吹けど……」（1976年、NTV / ユニオン映画）
- 大都会シリーズ（NTV / 石原プロ）
  - 大都会 PARTII
    - 第14話「切れたザイル」（1977年） - 田島建設作業員
    - 第45話「白昼の市街戦」（1978年） - 情報屋

  - 大都会 PARTIII
  - 第12話「狂犬」（1978年） - 前尾組幹部・西山
  - 第27話「奪われたポリススペシャル」（1979年） - 鬼塚
  - 第43話「自動車泥棒」（1979年） - 自動車修理工場の主人
- 華麗なる刑事（1977年、CX / 東宝）
  - 第9話「少年たちの暴発」 - 山岡
  - 第31話「拳銃の報酬」
- 達磨大助事件帳 第19話「地獄の顔の天使」（1978年、ANB / 国際放映）
- 江戸の鷹 御用部屋犯科帖 第29話「三途ノ川の子守歌」（1978年、ANB / 三船プロ）
- 大追跡（1978年、NTV / 東宝）
  - 第6話「ワルは眠らせろ」
  - 第13話「横浜チンピラ・ブギ」
- 新五捕物帳（NTV / ユニオン映画）
  - 第13話「おはぐろどぶに咲いた恋」（1978年） - 地廻り
  - 第14話「怒りの十手に血が騒ぐ」（1978年） - 鎌吉
  - 第20話「明日に咲いた男花」（1978年） - 辰造
  - 第25話「闇の顔をあばけ」（1978年） - 馬道の丑
  - 第37話「夢まくら恋の仇花」（1978年） - 権三
  - 第41話「露の情け」（1978年） - 長八
  - 第46話「花咲く愛の親心」（1978年） - 鬼吉
  - 第55話「江戸の夢 恋のかんざし」（1979年） - 安造
  - 第56話「恨みは残る三味の糸」（1979年） - 磯松
  - 第67話「悲恋おんな坂」（1979年） - 浪人
  - 第72話「母悲し蝶の連れ舞」（1979年）
  - 第102話「心中駒形河岸」（1980年）
  - 第113話「鈴哀し夢の故郷」（1980年）
  - 第115話「十手にかけた父の愛」（1980年）
  - 第116話「百両を拾った男」（1980年） - ごろつき
  - 第125話「袋小路の男」（1980年）
  - 第133話「心中川端情話」（1981年）
  - 第140話「鴉は知っていた」（1981年）
  - 第159話「江戸の渦巻」（1981年） - 岩吉
  - 第165話「逃亡の果て」（1981年） - 寅蔵
  - 第174話「涙の宮参り」（1982年） - 丑松
  - 第185話「真心のお守り袋」（1982年） - 町の浪人
- 遠山の金さん 第2シリーズ 第16話「命ぎりぎり夫婦花」（1979年、ANB / 東映） - 猪之松
- 水戸黄門 第10部 第9話「三人の無法者 -新城-」（1979年10月8日、TBS / C.A.L） - 仁助
- 江戸の激斗 第3話「鉄砲道の決斗」（1979年、CX / 東宝） - 鯰入坊
- 熱中時代・刑事編 第14話「タンジョウビオメデトウ」（1979年、NTV） - 大山
- 探偵物語（1979年 - 1980年、NTV / 東映ビデオ） - 山崎（宝石の故買屋）
- 西部警察（ANB / 石原プロ）
  - 第6話「横浜銃撃戦」（1979年） - 犬塚順二
  - 第17話「地獄から還った刑事」（1980年） - 竜紋会構成員
  - 第38話「遥かなる故郷」（1980年） - 仙道（針尾組）
  - 第52話「ギャングになった刑事」（1980年） - 喫茶店の男
  - 第95話「刑事の夜明け」（1981年） - 情報屋トメ吉
- 大捜査線→大捜査線シリーズ 追跡（1980年、CX）
  - 第3話「蝶は舞った」
  - 第16話「ヒットラーを愛した男」
  - 第41話「鐘の鳴る丘」
- 江戸の牙 第15話「遺恨 鮮血の伴天連印」（1980年、ANB / 三船プロ） - 仙八
- 同心部屋御用帳 新・江戸の旋風 第21話「肝っ玉もんの恋」（1980年、CX / 東宝） - 安蔵
- 旅がらす事件帖 第5話「お助け米のお通りだぁ」（1980年、KTV / 国際放映） - 番蔵
- 噂の刑事トミーとマツ（TBS / 大映テレビ）
  - 第1シリーズ 第45話「トミマツの、ヤマトよ永遠に」（1980年） - 前科13犯の男
  - 第2シリーズ（1982年）
    - 第8話「漁港の決闘! 決ったトミーの鯨突き」
    - 第40話「マツも仰天 空飛ぶトミー」 - 熊野
- プロハンター（1981年、NTV / セントラル・アーツ） - 榎本五郎
- 同心暁蘭之介 第11話「旗本斬り」（1981年、CX / 杉友プロ）
- 時代劇スペシャル 怪盗夢吉忍び控（1982年）= 亀三次
- 文吾捕物帳（1982年、ANB / 三船プロ）
  - 第13話「白日夢の赤い花」
  - 第19話「犯された女の復讐」
- 水曜時代劇→金曜時代劇（NHK）
  - 立花登 青春手控え 第6話「牢破り」（1982年）
  - 腕におぼえあり（1992年） - 伍平
- 陽あたり良好! 第14話「甲子園よ永遠なれ」（1982年、NTV / 東宝）
- 松平右近事件帳 第13話「知られたくなかった秘密」（1982年、NTV / ユニオン映画）- 白龍堂
- 大河ドラマ（NHK）
  - 峠の群像（1982年）
  - 徳川家康（1983年） - 関兵衛
  - 山河燃ゆ（1984年）
  - 春の波涛（1985年） - 職人
  - 太平記（1991年） - 田舎武士
  - 八代将軍吉宗（1995年） - 居酒屋の亭主
  - 新選組!（2004年） - 萩原糺
- ザ・ハングマンシリーズ（ABC / 松竹芸能）
  - ザ・ハングマンII 第2話「女王がなめた苦い水」（1982年） - 医師
  - 新ハングマン 第11話「娘の真珠を奪ったハレンチ官僚」（1983年） - 原山工場長
- 右門捕物帖（NTV / ユニオン映画）
  - 第2話「同心は悲しみを超えて」（1982年）
  - 第19話「暗殺」（1983年）
  - 第22話「偽りの盛装」（1983年） - 牢名主
- 連続テレビ小説 / おしん（1983年、NHK）
- ザ・サスペンス / 川崎探偵団（1984年、TBS）
- ドラマ人間模様 / 羽田浦団地（1984年、NHK）
- 太陽にほえろ! 第616話「カエルの子」（1984年、NTV / 東宝） - 飯島周次
- 新大型時代劇 / 真田太平記（1985年、NHK）
- 銀河テレビ小説 / たけしくん、ハイ!（1985年、NHK）
- 特命刑事ザ・コップ 第1話「一発で死とめろ!」（1985年、ABC）
- あぶない刑事シリーズ（NTV / セントラル・アーツ）
  - あぶない刑事 第8話「偽装」（1986年） - ホテルのフロント係
  - もっとあぶない刑事 第4話「奇策」（1988年）- ヤクの売人
- ジャングル 第3話「バラバラ事件・その3」（1987年、NTV / 東宝）
- ハロー!グッバイ 第10話「赤ちゃんは刑事が好き」（1989年、NTV / 東宝）
- ゴリラ・警視庁捜査第8班 第2話 「ファースト・ターゲット」(1989年、ANB) - 東京コネクションのボス
- 華麗なる追跡 THE CHASER（1989年、NTV） - 犯人を目撃した男
- 勝手にしやがれヘイ!ブラザー 第20話（1990年、NTV / セントラル・アーツ） - 砂蒸し風呂のおやじ
- 火曜サスペンス劇場
  - 死の断崖（1983年、NTV / セントラル・アーツ） - 桜井生花店の店主
  - 完全犯罪研究室（1990年、NTV / にっかつ撮影所）
- 恋しとよ君恋しとよ（1991年、NHK）
- 不思議少女ナイルなトトメス 第14話「不幸のドン底からの脱出」（1991年、CX / 東映） - 不幸のドン底の主
- 代表取締役刑事 第35話「俺たちに明日はない」（1991年、ANB / 石原プロ）
- 俺たちルーキーコップ 第4話「大飛躍」（1992年、TBS / セントラル・アーツ）
- 腕におぼえあり 第1シリーズ（1992年） - 伍平 役
- らんぼう（2006年、NTV）
- 金曜ナイトドラマ / 熱海の捜査官（2010年、EX）

### バラエティ番組
- 夕刊タモリ!こちらデス（1981年、テレビ朝日）
- 森田一義アワー 笑っていいとも! テレフォンショッキング（2001年3月13日、フジテレビ） - 三谷幸喜からの紹介。江幡高志を紹介。